# موندلشایم
موندلشایم (به آلمانی: Mundelsheim) یک شهر در آلمان است که در ناحیهٔ لودویگزوبورگ واقع شده‌است.

## خصوصیات
موندلشایم ۳٬۱۷۴ نفر جمعیت دارد.